# Guatemalteeks Republikeins Front
Het Guatemalteeks Republikeins Front (Spaans: Frente Republicano Guatemalteco, FRG) is een politieke partij in Guatemala. De partij beschouwt zichzelf als christendemocratisch, maar geldt als rechtser dan de meeste andere christendemocratische partijen.
De partij werd opgericht in 1989 door de voormalige dictator Efraín Ríos Montt. Ríos Montt wilde zich kandidaat stellen voor de FRG voor de presidentsverkiezingen van 1990, maar dat werd hem door de rechter verboden, omdat het personen die ooit een staatsgreep hebben gepleegd, niet toegestaan is president te worden. Wel wist de partij tien zetels te halen in het Congres van de Republiek, een aantal dat het drie jaar later uit wist te breiden tot 31. In 1999 wist Alfonso Portillo voor de FRG de presidentsverkiezingen te winnen. Portillo ontpopte zich als een corrupte en ineffectieve president, waardoor de partij snel aanhang verloor.
Ríos Montt kondigde aan zich kandidaat te stellen voor de presidentsverkiezingen in 2003, ondanks de wettelijke onmogelijkheid om dat te doen. Op 24 juli, zwarte donderdag (jueves negro), trok een grote schare FRG-aanhangers naar de hoofdstad om het openbare leven te ontwrichten en enkele dagen later besloot het hooggerechtshof dat Ríos Montt toch mee kon doen aan de verkiezingen. Ríos Montt haalde 19,3% van de stemmen en kon niet door naar de tweede ronde.
Presidentskandidaat voor de verkiezingen van september 2007 was Luis Rabbé. Ríos Montt werd gekozen in het congres, mede om juridische onschendbaarheid te verkrijgen om te voorkomen dat hij berecht zou worden voor misdaden tegen de menselijkheid. De partij daalde verder naar 15 zetels.
In 2011 leverde de partij geen presidentskandidaat meer en bij de gelijktijdige presidentsverkiezing hield zij nog 1 congreszetel over. Enkele dagen na het verstrijken van Ríos Montts termijn als congreslid werd hij aangehouden.
De huidige partijleider is Zury Ríos Montt, de dochter van Efraín.

## Presidentskandidaten
- 1993: Ramiro de León Carpio (gewonnen)
- 1995: Alfonso Portillo (verloren)
- 1999: Alfonso Portillo (gewonnen)
- 2003: Efraín Rios Montt (verloren)
- 2007: Luis Rabbé (verloren)
- 2011: Luis Fernando Perez (verloren)
- 2015: Luis Fernando Perez (verloren)